# Xylobiose
Le xylobiose est un diholoside constitué de deux monomères de xylose en configuration 4-O-β-D-xylopyranosyl-D-xylose.